# Séminaire des Carmes
Le séminaire des Carmes est le séminaire universitaire de l'Institut catholique de Paris. Sa fondation date de 1919. Aujourd'hui, ce séminaire forme une vingtaine d'étudiants qui se préparent à devenir prêtres de l'Église catholique et romaine. Ils sont originaires de nombreux diocèses de France.
L'église Saint-Joseph-des-Carmes est située en son sein.

## Histoire

### Couvent des Carmes (1611-1790)

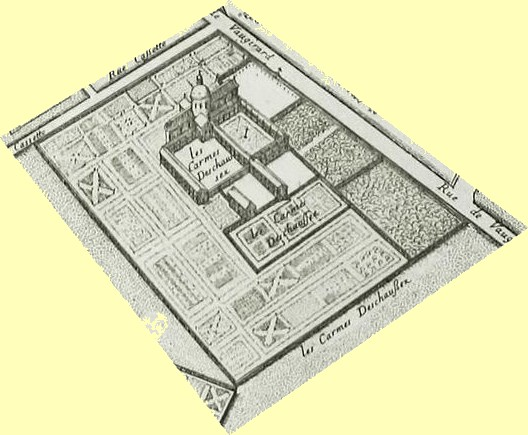
Couvent des Carmes déchaussés, rue de Vaugirard, angle de la rue Cassette
Extrait du plan de Bullet et Blondel, 1676.

Les locaux du séminaire des Carmes se situent au 21 rue d’Assas, dans le 6e arrondissement de Paris. Ces locaux ont une longue histoire : avant d'être un séminaire, ils abritaient un couvent. En 1610, le pape Paul V envoya à Henri IV deux religieux de l'ordre réformé de Notre-Dame du Mont-Carmel par lettres missives. Les Carmes arrivèrent à Paris peu après l'assassinat du roi et c'est Marie de Médicis qui les accueillit et les autorisa à s'installer non loin du palais du Luxembourg où elle avait établi sa cour.
Les carmes installèrent leur couvent, le 22 mai 1611, dans une maison située à l’angle de la rue Cassette et du chemin de Vaugirard, donnée par Nicolas Vivien, maître des comptes, leur premier bienfaiteur.
Rapidement trop à l’étroit, les Carmes entament la construction du couvent et de la chapelle actuels en 1613. La chapelle qui fut construite reçut le premier dôme édifié dans Paris.
L'église du couvent est classé au titre des monuments historiques en 1910.

### Les martyrs - Journée du 2 septembre 1792
Une centaine de prêtres y a été tuée lors des événements révolutionnaires de septembre 1792, (voir Massacres de Septembre),

## Le séminaire
Les séminaires diocésains forment les séminaristes en vue du ministère de prêtre par l'obtention du baccalauréat canonique de théologie. Le séminaire des Carmes forme également des séminaristes se préparant à exercer un ministère ordonné ; cependant, en plus du baccalauréat canonique de théologie, préparé en cinq ans, les séminaristes des Carmes présentent également la licence canonique de théologie en deux années supplémentaires (équivalant à un niveau master) en parallèle de l'insertion diaconale en paroisse. Le système universitaire de l'Institut catholique de Paris implique d'avoir fait des études supérieures pour pouvoir être envoyé au séminaire des Carmes (niveau BAC + 2 requis).

## Galerie

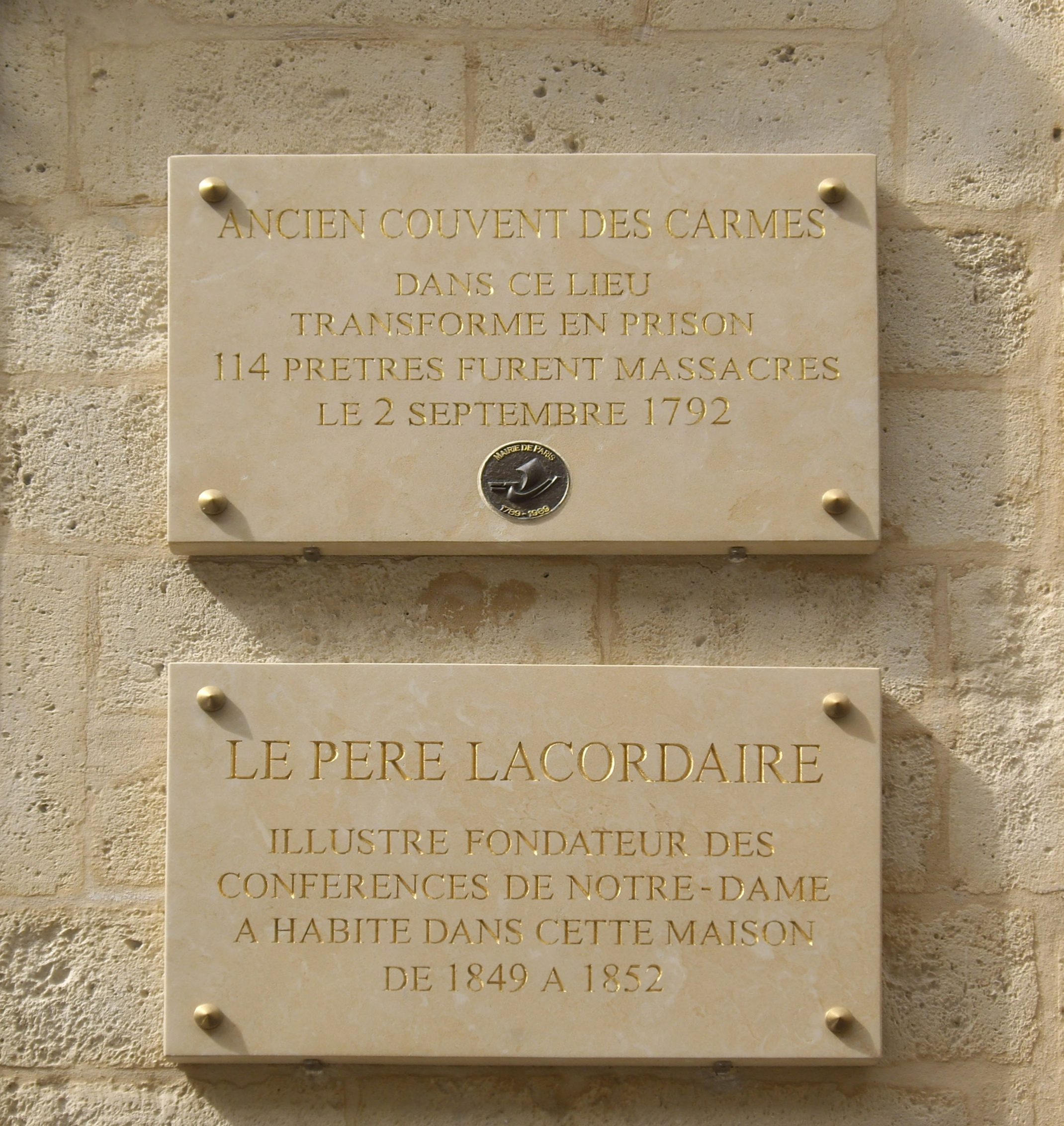
Plaques au n° 70 rue de Vaugirard en hommage aux martyrs de la prison des Carmes et à Henri Lacordaire.
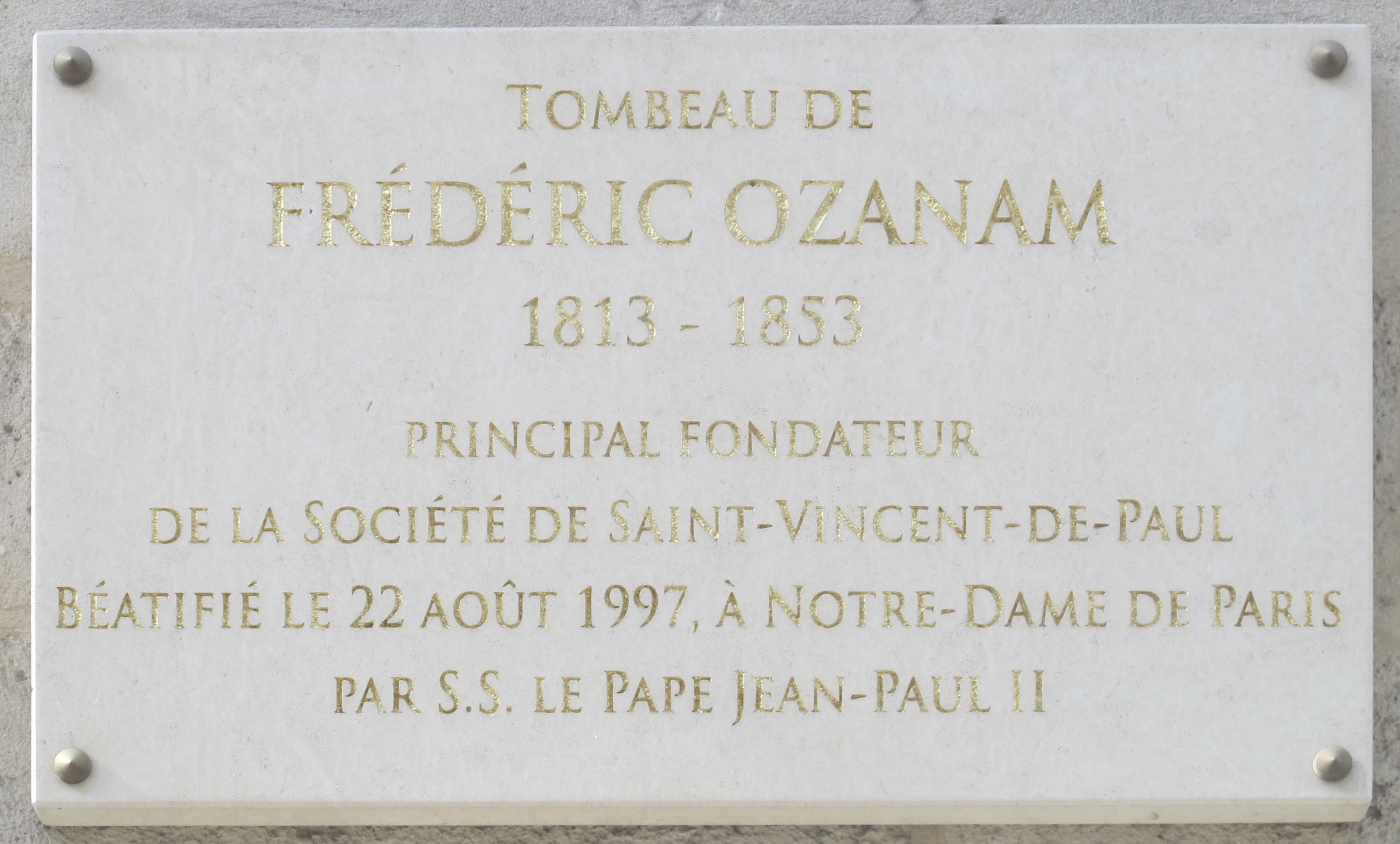
Plaques au n° 70 rue de Vaugirard en hommage à Frédéric Ozanam.
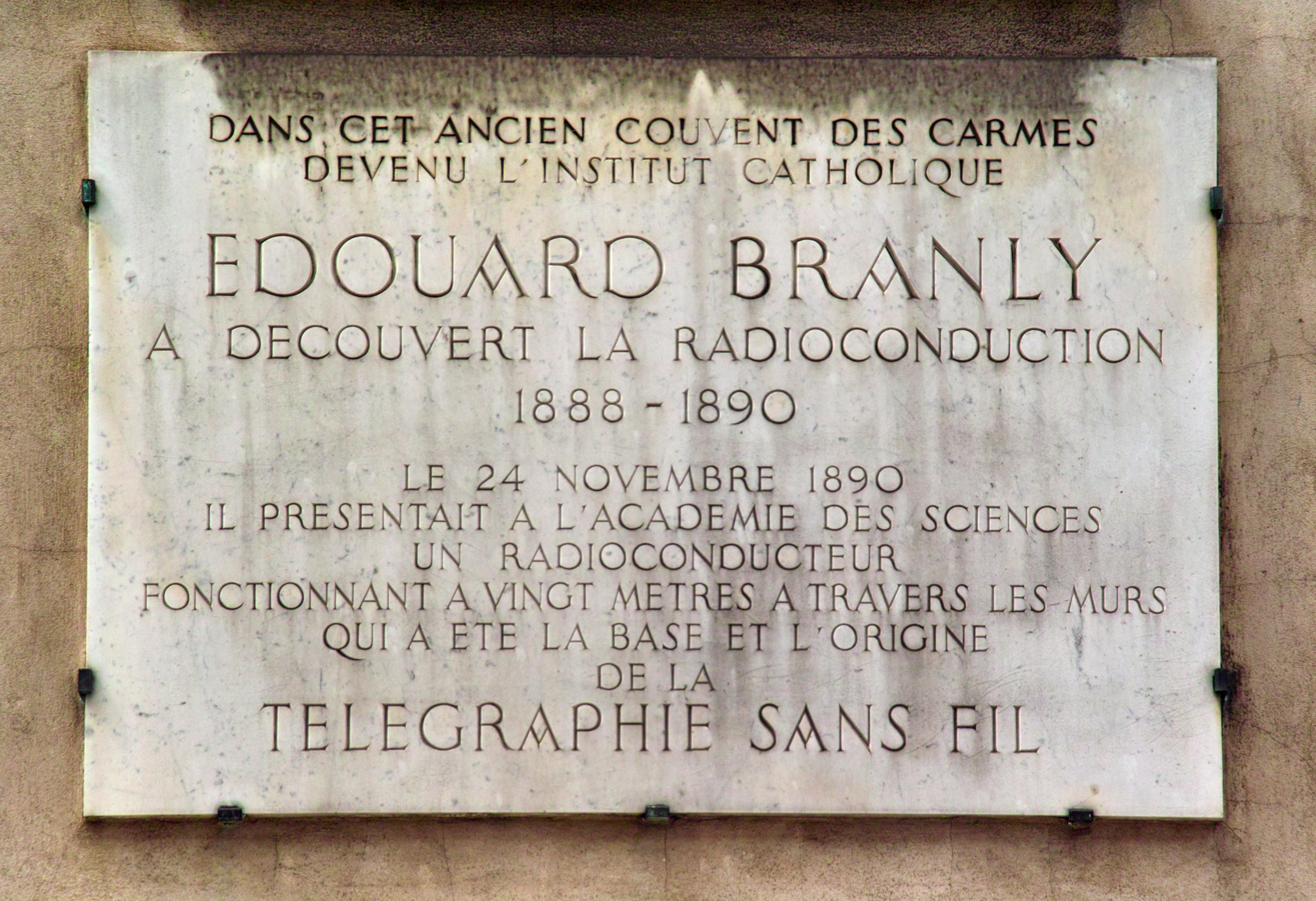
Plaque au n° 74 rue de Vaugirard en hommage à Édouard Branly.

## Personnalités issues du séminaire des Carmes
- Cardinal Jean-Marc Aveline, archevêque de Marseille
- Cardinal Philippe Barbarin, archevêque de Lyon
- Paul Bertrand, évêque émérite de Mende
- Philippe Bordeyne, recteur de l'Institut catholique de Paris
- Louis Bousigues, ancien combattant et acteur des chantiers du cardinal
- André Brien, prédicateur des Conférences de carême à Notre-Dame de Paris de 1971 à 1974
- Henri Brincard, évêque du Puy de 1988 à 2014
- Bienheureux Christian de Chergé, moine trappiste de Tibhirine, assassiné en 1996, béatifié en 2018
- Georges Colomb, évêque de La Rochelle et Saintes
- Claude Dagens, évêque émérite d'Angoulême ; membre de l'Académie française
- Bruno Feillet, évêque de Seez
- Guy Gaucher, évêque émérite Bayeux et Lisieux
- Hervé Gosselin, évêque d'Angoulême
- Paul-Marie Guillaume, évêque de Saint-Dié de 1983 à 2005
- Jacques Habert, évêque de Bayeux et Lisieux
- Franck Javary, évêque de Châlons-en-Champagne
- François Kalist, archevêque de Clermont-Ferrand
- Cardinal Jean-Marie Lustiger, archevêque de Paris de 1981 à 2005
- Émile Marcus, archevêque émérite de Toulouse ; ancien supérieur du séminaire des Carmes
- François Maupu, évêque de Verdun de 2000 à 2014
- Hubert Michon, archevêque de Rabat (Maroc) de 1983 à 2001
- Pierre Molères, évêque émérite de Bayonne, Lescar et Oloron
- Laurent Percerou, évêque de Nantes
- René Picandet, évêque d'Orléans de 1981 à 1997
- Cardinal Jean-Pierre Ricard, archevêque émérite de Bordeaux
- Pascal Roland, évêque de Belley-Ars
- Laurent Sentis, supérieur du séminaire de Toulon
- Georges Soubrier, évêque émérite de Nantes ; ancien supérieur du séminaire des Carmes
- Cardinal Jean Verdier p.s.s., premier supérieur du séminaire puis archevêque de Paris
- Antoine de Vial, ancien directeur du Service pastoral d'études politiques

### Articles liés
- Église Saint-Joseph-des-Carmes
- Theologicum
- Couvent des Carmes (Paris)